# Прыткова
Прыткова — деревня  в Байкаловском районе Свердловской области. Входит в состав Краснополянского сельского поселения. Управляется Шадринским сельским советом.

## География
Населённый пункт расположен на левом берегу реки Шавушка в 31 километре на северо-запад от районного центра — села Байкалово.

### Часовой пояс
Прыткова, как и вся Свердловская область, находится в часовой зоне МСК+2. Смещение применяемого времени относительно UTC составляет +5:00.

## Население
| 2002 | 2010 | 2021 |
| ---- | ---- | ---- |
| 60   | ↘51  | ↘44  |

## Инфраструктура
В деревне расположена всего одна улица (Уральская).